# Mantel (weekdieren)
De mantel (pallium) is het dorsale lichaamsoppervlak bij weekdieren. Dit fungeert ten dele als een soort huid, maar vervult afhankelijk van de groep van weekdieren verschillende functies. In de mantel zit de mantelholte, die de kamvormige kieuwen bevat en de ademhaling verzorgt. De mantel dient als bescherming door de slijmcellen en speelt een grote rol bij de voortbeweging bij slakken, de mantel produceert het skelet bij vrijwel alle weekdieren en zorgt voor de opname van voedsel bij tweekleppigen. Bij sommige weekdieren wordt de mantel ook gebruikt voor de voortbeweging, maar veel soorten verplaatsen zich met de voet.

De anatomie van een slak

Aan de buitenzijde van de mantel zijn cellen aanwezig die bij de meeste soorten een hard pantser aanmaken, de schelp.